# モントリオール宣言

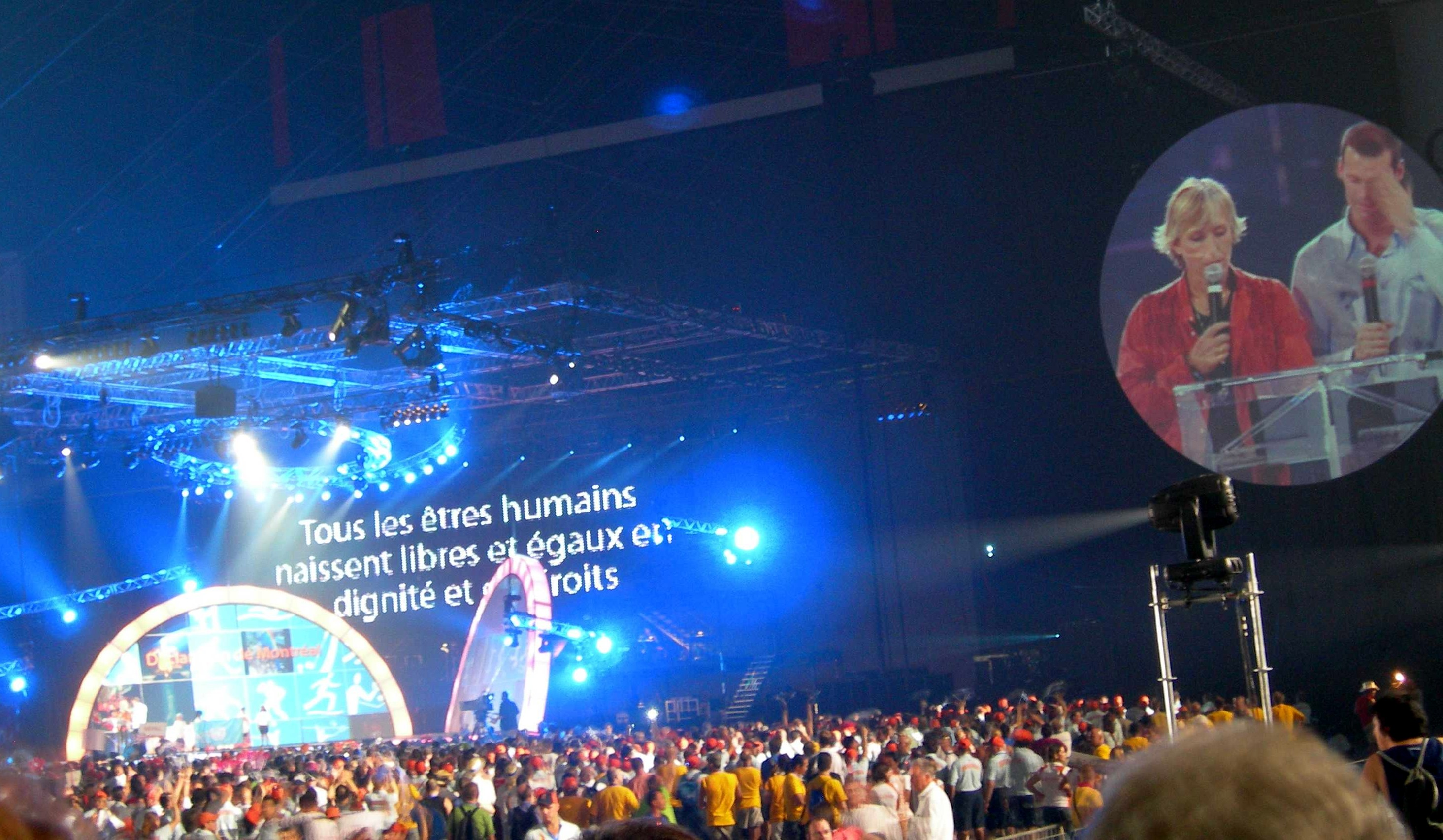
ワールドアウトゲームズのオープンニングセレモニーでモントリオール宣言を読み上げるマルチナ・ナブラチロワとMark Tewksbury

モントリオール宣言（モントリオールせんげん）、正式名称：レスビアン、ゲイ、バイセクシャル、トランスジェンダーの人権についてのモントリオール宣言（英語: Declaration of Montreal on Lesbian, Gay, Bisexual and Transgender Human Rights）は、カナダのモントリオールの国際会議（第1回ワールドアウトゲームズ、2006 World Outgames）にて、2006年7月29日に議決された、LGBT並びにインターセックスの人権の確保を求める宣言である。
この国際会議には百カ国以上から約2000人の代表者が集まった。その中には中心的役割を果たしたルイーズ・アルブールのほか、ジェーン・ロビンソン、ニュージーランドの政治家でトランスセクシャルのジョージナ・ベイアー、そして会場でこの宣言の本文を読み上げた、マルチナ・ナブラチロワとカナダの水泳選手のマーク・チュークスバリーも含まれる。この宣言は2009年のコペンハーゲン行われた第2回ワールドアウトゲームズの開催を予告している。第2回ワールドアウトゲームズには、続けてジョージナ・ベイアーや、ジョグジャカルタ原則のための専門有識者会議の参加者の万延海とその議長を務めたヴィテット・ムンターボーンも参加した。
この宣言の本文は議決後に国際連合に提出され、ジョグジャカルタ原則の成立の大きな要因の一つとなった。またこの宣言は、モントリオール、ブライトン、バルセロナ、サンフランシスコ、デンバー、シドニーの市議会でも採択された。

## 概要

### 前文
「万人は生まれながらに尊厳と権利において自由にして平等である。」と謳う世界人権宣言の第1条は未だに、レズビアン、ゲイ、両性愛者、トランスセクシャル、性別移行者、トランスジェンダー、インターセックスの人々に実現されていない。多くの国々は多彩な性的指向と性同一性、つまり二人の女性、あるいは二人の男性が互いに愛し合うこと、そして自らを男性、女性、またはそれ以外であると感じるジェンダー・アイデンティティが出生時の身体的性別に対応するとは限らないという事実を受け入れていない。この宣言の目的は我々の求める改革について説明し、世界的行動に向けたアジェンダ（行動計画）を形成することである。

### 1．基本的権利
以下の事実を挙げ、これらの禁止を求めている。
- 9カ国（2006年当時）が同性愛に死刑を科していること。
- 多くの国でLGBTに対する拷問、暴力、LGBTに対する個人や公務員による憎悪犯罪が行われていること。
- 世界の多くの地域でLGBTが意に反して異性との結婚を強制されていること。
- インターセックスの当事者が暴力の一形態、つまり性器切除や不要な手術を本人の理解や同意なく行われていること。

### 2．世界的問題
「全ての人権は普遍的にして不可分であり、相互に依存し、相互に関連している。」という1993年に開催されダライ・ラマ14世も参加したウイーンでの世界人権会議の言葉を引用して、「LGBTの人権が体系的に蹂躙されている世界は、誰もが安全や自由を感じることのできない世界である。」と主張する。（なおこの世界人権会議で承認されたウィーン宣言及び行動計画の基本原則はジョグジャカルタ原則第1原則と障害のある人の権利条約の前文(c)項目にも明記されている。）
そしてまずエイズについてLGBTの当事者に対して正確な情報と適切な治療を提供し、エイズ問題に関しての暴力と差別の撤廃こそがエイズの予防と治療に不可欠であると主張し、
次に亡命について、国や国際連合難民高等弁務官に性的指向や性同一性に関して難民の地位を承認するよう法改正を求めている。
次に移民の問題について国際条約が同性カップルに異性の婚約者と同じ権利を承認するよう求めている。
国際連合はこれまでLGBTの権利を人権として認めることに消極的あるいは不可能であり続けたが、そうした事態は許されず、継続して国際連合にLGBTの権利を承認するよう要求してゆくと主張する。

### 3．LGBT社会の多様性
LGBTは自らの身分の中の差別と闘わねばならず、性差別や民族主義や人種差別は許されず、LGBTがムスリムも含め多種多様な宗教あるいは信条を持つこと、そしてLGBTの約88％がアジア、アフリカ、ラテンアメリカ、東欧に住んでいることを忘れてはならず、女性はおよそ半世紀にわたる解放運動にもかかわらず、依然として「第二の性」であり、レズビアンの女性も例外ではない事実を挙げている。

### 4．社会参加
仕事やビジネスにおける公平な機会はLGBTが経済的に自立し、自尊心を保つために不可欠であることを指摘し、雇用における性的指向や性自認による差別撤廃を求めている。
LGBTの多くにとってカップルや家庭は生活の最も基本的な面であり、それらが承認されなくてはLGBTの平等や尊厳は十分に保障されない。そのため、民法の改正や、同性結婚、登録パートナーシップ制の法的承認を求めている。
LGBTの人権に重大な教育、メディア、宗教について、次のことを求めている。
- 国家が教育課程を改正し、LGBTの人権を授業の一環に取り入れたり、LGBTの生徒や教員に対する暴力に対処すること
- メディアがLGBTに関してステレオタイプを破棄すること
- 国家が性別適合に必要な全ての医療行為を承認し、他の必要な医療行為と同様にその費用を負担すること、そしてトランスジェンダーが性同一性に沿うように法的性別変更が認められること

### 5．社会的変化の構築
「法的、政治的、社会的変化はLGBTに公平な権利をもたらすであろうが、それは当事者のみに利益を与えるものではない。ある人々が抑圧されている社会においては何人も自由や平等を感じることはできない。」と主張する。
そして最後に、毎年5月17日を「国際反ホモフォビアの日」として承認、推進することを全ての国家と国際連合に対して求めている。
そして当宣言は「我々の要求は測り知れない勇気と多大な個人的犠牲を要求するが、しかし我々の目的、世界の全ての国のLGBTの完全な権利は実現可能でありまた実現するであろう。」と結んでいる。